# سائو غابريل دا كاشويرا
سائو غابريل دا كاشويرا (بالبرتغالية: São Gabriel da Cachoeira‏) هي بلدية تقع في البرازيل في الأمازون (ولاية).[بحاجة لمصدر] يقدر عدد سكانها بـ 40,806 نسمة ومساحتها 109,185 كم2 وترتفع عن سطح البحر 92 متر.

## المناخ
يظهر الجدول التالي التغييرات المناخية على مدار السنة لسائو غابريل دا كاشويرا:
| البيانات المناخية لـسائو غابريل دا كاشويرا | البيانات المناخية لـسائو غابريل دا كاشويرا | البيانات المناخية لـسائو غابريل دا كاشويرا | البيانات المناخية لـسائو غابريل دا كاشويرا | البيانات المناخية لـسائو غابريل دا كاشويرا | البيانات المناخية لـسائو غابريل دا كاشويرا | البيانات المناخية لـسائو غابريل دا كاشويرا | البيانات المناخية لـسائو غابريل دا كاشويرا | البيانات المناخية لـسائو غابريل دا كاشويرا | البيانات المناخية لـسائو غابريل دا كاشويرا | البيانات المناخية لـسائو غابريل دا كاشويرا | البيانات المناخية لـسائو غابريل دا كاشويرا | البيانات المناخية لـسائو غابريل دا كاشويرا | البيانات المناخية لـسائو غابريل دا كاشويرا |
| الشهر                                      | يناير                                      | فبراير                                     | مارس                                       | أبريل                                      | مايو                                       | يونيو                                      | يوليو                                      | أغسطس                                      | سبتمبر                                     | أكتوبر                                     | نوفمبر                                     | ديسمبر                                     | المعدل السنوي                              |
| ------------------------------------------ | ------------------------------------------ | ------------------------------------------ | ------------------------------------------ | ------------------------------------------ | ------------------------------------------ | ------------------------------------------ | ------------------------------------------ | ------------------------------------------ | ------------------------------------------ | ------------------------------------------ | ------------------------------------------ | ------------------------------------------ | ------------------------------------------ |
| الدرجة القصوى °م (°ف)                      | 38.8 (101.8)                               | 40.0 (104.0)                               | 38.7 (101.7)                               | 37.6 (99.7)                                | 37.8 (100.0)                               | 38.1 (100.6)                               | 37.0 (98.6)                                | 37.5 (99.5)                                | 39.0 (102.2)                               | 38.8 (101.8)                               | 38.1 (100.6)                               | 38.0 (100.4)                               | 40.0 (104.0)                               |
| متوسط درجة الحرارة الكبرى °م (°ف)          | 32.2 (90.0)                                | 32.5 (90.5)                                | 32.6 (90.7)                                | 32.2 (90.0)                                | 31.2 (88.2)                                | 30.8 (87.4)                                | 30.8 (87.4)                                | 31.9 (89.4)                                | 32.7 (90.9)                                | 32.8 (91.0)                                | 32.9 (91.2)                                | 32.4 (90.3)                                | 32.1 (89.8)                                |
| المتوسط اليومي °م (°ف)                     | 26.4 (79.5)                                | 26.4 (79.5)                                | 26.6 (79.9)                                | 26.4 (79.5)                                | 25.9 (78.6)                                | 25.4 (77.7)                                | 25.2 (77.4)                                | 25.7 (78.3)                                | 26.2 (79.2)                                | 26.5 (79.7)                                | 26.6 (79.9)                                | 26.4 (79.5)                                | 26.1 (79.0)                                |
| متوسط درجة الحرارة الصغرى °م (°ف)          | 22.3 (72.1)                                | 22.4 (72.3)                                | 22.4 (72.3)                                | 22.4 (72.3)                                | 22.1 (71.8)                                | 21.6 (70.9)                                | 21.2 (70.2)                                | 21.4 (70.5)                                | 21.8 (71.2)                                | 22.2 (72.0)                                | 22.3 (72.1)                                | 22.3 (72.1)                                | 22.0 (71.6)                                |
| أدنى درجة حرارة °م (°ف)                    | 18.3 (64.9)                                | 17.7 (63.9)                                | —                                          | 18.7 (65.7)                                | 18.5 (65.3)                                | 17.0 (62.6)                                | 15.0 (59.0)                                | 17.2 (63.0)                                | 17.9 (64.2)                                | 18.4 (65.1)                                | 18.8 (65.8)                                | 19.1 (66.4)                                | 15.0 (59.0)                                |
| الهطول مم (إنش)                            | 295.7 (11.64)                              | 239.0 (9.41)                               | 246.9 (9.72)                               | 264.5 (10.41)                              | 346.5 (13.64)                              | 294.1 (11.58)                              | 253.2 (9.97)                               | 209.8 (8.26)                               | 181.6 (7.15)                               | 195.5 (7.70)                               | 204.2 (8.04)                               | 273.0 (10.75)                              | 3٬004 (118.27)                             |
| متوسط أيام هطول الأمطار (≥ 1.0 mm)         | 19                                         | 15                                         | 17                                         | 17                                         | 21                                         | 20                                         | 18                                         | 17                                         | 14                                         | 14                                         | 14                                         | 17                                         | 203                                        |
| متوسط الرطوبة النسبية (%)                  | 87.3                                       | 87.1                                       | 87.3                                       | 87.6                                       | 89.3                                       | 89.3                                       | 88.6                                       | 87.1                                       | 85.8                                       | 85.6                                       | 86.4                                       | 87.6                                       | 87.4                                       |
| ساعات سطوع الشمس الشهرية                   | 140.7                                      | 124.6                                      | 129.0                                      | 115.4                                      | 107.1                                      | 107.1                                      | 127.6                                      | 142.9                                      | 154.8                                      | 149.6                                      | 145.0                                      | 134.9                                      | 1٬578٫7                                    |
| المصدر: المعهد الوطني للأرصاد الجوية       |                                            |                                            |                                            |                                            |                                            |                                            |                                            |                                            |                                            |                                            |                                            |                                            |                                            |